# Limnophilella delicatula
Limnophilella delicatula is een tweevleugelige uit de familie steltmuggen (Limoniidae). De soort komt voor in het Australaziatisch gebied.